# Gwendolyn Black
Pour les articles homonymes, voir Black.
Gwendolyn M. Black, C.M., (1911-2005), est une musicienne et militante canadienne.
Gwendolyn Black naît le 1er août 1911 à Medicine Hat, en Alberta. À la mort de son père, alors qu'elle n'avait que 6 ans, elle déménage à Auburndale, au Massachusetts, et devient citoyenne américaine. Elle retourne au Canada en 1929 pour faire ses études à l'Université Mount Allison, à Sackville, au Nouveau-Brunswick. Après avoir passé quelque temps en Europe et aux États-Unis, elle revient à Sackville en 1936, s'y marie et y reste jusqu'à la fin de sa vie. Elle est faite membre de l'ordre du Canada en 1975, en reconnaissance de son implication dans les domaines de l'éducation et des affaires communautaires. Elle devient ainsi la première femme du Nouveau-Brunswick à devenir officier de cet ordre.
Elle meurt le 28 février 2005 à Sackville.